# Hyles flavescens
Hyles flavescens är en fjärilsart som beskrevs av Adolf G. Closs. Hyles flavescens ingår i släktet Hyles och familjen svärmare. Inga underarter finns listade i Catalogue of Life.